# Changesbowie
Changesbowie — сборник суперхитов Дэвида Боуи. Был издан в 1990 году, в ходе программы по ремастерингу музыкального материала музыканта, а также с целью заменить предыдущею компиляцию ChangesOneBowie, продажи которой были прекращены. В США пластинка была выпущена лейблом Rykodisc, в Великобритании издателем была фирма EMI.
Хотя обложку сборника, как правило, расценивают как любительскую («шестисортный вариант склеенного коллажа», по мнению биографа Дэвида Бакли), компиляция достигла вершины национального чарта Великобритании, тем самым став первым альбомом Боуи покорившим этот чарт, со времен лонгплея Tonight в 1984 году.

## Список композиций
Все песни написаны Дэвидом Боуи, за исключением отмеченных.
1. «Space Oddity» (из альбома Space Oddity, 1969) — 5:16
2. «Starman»* (из альбома The Rise and Fall of Ziggy Stardust and the Spiders from Mars, 1972) — 4:16
3. «John, I'm Only Dancing» (из сингла «John, I’m Only Dancing» сторона «А», 1972) — 2:49
4. «Changes» (из альбома Hunky Dory, 1971) — 3:36
5. «Ziggy Stardust» (из альбома The Rise and Fall of Ziggy Stardust and the Spiders from Mars, 1972) — 3:13
6. «Suffragette City» (из альбома The Rise and Fall of Ziggy Stardust and the Spiders from Mars, 1972) — 3:28
7. «The Jean Genie» (из альбома Aladdin Sane, 1973) — 4:09
8. «Life on Mars?»* (из альбома Hunky Dory, 1971) — 3:54
9. «Diamond Dogs» (из альбома Diamond Dogs, 1974) — 6:06
10. «Rebel Rebel» (из альбома Diamond Dogs, 1974) — 4:31
11. «Young Americans» (из альбома Young Americans, 1975) — 5:13
12. «Fame '90» (Gass mix) (Дэвид Боуи, Карлос Аломар, Джон Леннон) (из сингла «Fame '90» CD сингл, 1990) — 3:40
13. «Golden Years» (из альбома Station to Station, 1976) — 4:01
14. «Sound and Vision»* (из альбома Low, 1977) — 3:03
15. «Heroes» (single version) (Дэвид Боуи, Брайан Ино) (из сингла «Heroes» сторона «А», 1977) — 3:38
16. «Ashes to Ashes» (из альбома Scary Monsters (and Super Creeps), 1980) — 4:25
17. «Fashion» (из альбома Scary Monsters (and Super Creeps), 1980) — 4:49
18. «Let’s Dance» (single version) (из сингла «Let’s Dance» сторона «А», 1983) — 4:10
19. «China Girl» (single version) (Дэвид Боуи, Игги Поп) (из сингла «China Girl» сторона «А», 1983) — 4:17
20. «Modern Love» (single version) (из сингла «Modern Love» сторона «А», 1983) — 3:59
21. «Blue Jean» (из альбома Tonight, 1984) — 3:10

- Композиции «Starman», «Life on Mars?» и «Sound and Vision» появились только в издании на виниловых пластинках.

## Хит-парады

### Альбом
| Год  | Хит-парад            | Высшая позиция |
| ---- | -------------------- | -------------- |
| 1990 | Billboard 200        | 39             |
| 1990 | UK Album Chart       | 1              |
| 1990 | Norway’s Album Chart | 16             |

### Сингл
| Год  | Сингл      | Хит-парад                                    | Высшая позиция |
| ---- | ---------- | -------------------------------------------- | -------------- |
| 1990 | «Fame '90» | Billboard Hot Dance Music/Maxi-Singles Sales | 14             |

## Сертификация
| Организация | Статус     | Дата          |
| ----------- | ---------- | ------------- |
| BPI         | Золотой    | 1 марта 1990  |
| BPI         | Платиновый | 1 марта 1990  |
| RIAA        | Золотой    | 15 июня 1990  |
| RIAA        | Платиновый | 29 марта 1991 |